# Huele a peligro
«Huele a peligro» es una canción escrita por el cantautor y músico mexicano Armando Manzanero e interpretada por la cantautora chilena Myriam Hernández, tomado de su quinto álbum de estudio Todo el amor (1998). Fue lanzado como el sencillo principal del álbum el 23 de febrero de 1998, el primero con Sony Discos después de haber dejado WEA Latina un año antes. La canción fue lanzada a las estaciones de radio el 23 de febrero de 1998, mientras que su video musical se estrenó en marzo del mismo año. Mark Holston de la revista America la llamó una "balada pop conmovedora". Fue reconocida como una de las canciones latinas con mejor interpretación del año en los BMI Latin Awards de 1999.
«Huele a peligro» fue versionada por la cantante puertorriqueño-estadounidense de merengue Gisselle en su álbum, Atada (1998). La versión de Gisselle alcanzó el puesto número nueve y dos en las listas Billboard Hot Latin Tracks y Tropical Airplay, respectivamente. En abril de 2024, la cantante Mon Laferte lanzó en la plataforma YouTube un video con una versión acústica de la canción como homenaje a Myriam Hernández.

## Listas

### Lista semanal
| Lista (1998)                                 | Mejor posición |
| -------------------------------------------- | -------------- |
| Costa Rica (Notimex)                         | 3              |
| Nicaragua (Notimex)                          | 3              |
| Panamá (Notimex)                             | 5              |
| Estados Unidos (Billboard Hot Latin Tracks)  | 5              |
| Estados Unidos (Billboard Latin Pop Airplay) | 1              |

### Sucesión en las listas
| Predecesor: No sé olvidar de Alejandro Fernández | U.S. Billboard Latin Pop Airplay — Sencillo N°. 1 23 de mayo de 1998 - 5 de junio de 1998 | Sucesor: Amiga mía de Alejandro Sanz |